# Chi Phù
Chi Phù (tiếng Trung: 芝罘区, Hán Việt: Chi Phù khu) là một quận của địa cấp thị Yên Đài, tỉnh Sơn Đông, Cộng hòa Nhân dân Trung Hoa. Quận này có diện tích 174,43 km², chiều dài bờ biển 55 km.